# Mount Tabletop
Der Mount Tabletop ist ein Berg im Kraetkegebirge im äußersten Osten der Provinz Eastern Highlands in Papua-Neuguinea, im Grenzgebiet zur Provinz Morobe. Mit einer Höhe von 3445 Metern ist er nach dem Mount Priora der zweithöchste Berg der Provinz.
Etwa 13 Kilometer nordwestlich des Berges liegt die Stadt Wonenara mit dem gleichnamigen Flughafen (IATA-Flughafencode: WOA).

## Geographie und Klima
Die Region um den Mount Tabletop wird gen Osten zur weiten Tallandschaft des Markham-Flusses hin zunehmend hügeliger und damit flacher. Das Gebiet ist überwiegend bewaldet. Die Bevölkerungsdichte beträgt etwa 16 Menschen pro Quadratkilometer.
Die Durchschnittstemperatur beträgt 11 °C. Der wärmste Monat ist der Oktober mit 13 °C und der kälteste April mit 10 °C. [5] Der durchschnittliche Niederschlag beträgt 2594 Millimeter pro Jahr. Der feuchteste Monat ist der März mit 344 Millimetern Regen und der feuchteste der Juli mit 102 Millimetern.